# Alexandre Trébitsch
Alexandre Trébitsch, né le 25 mai 1862 dans le 2e arrondissement de Paris et mort le 5 mai 1937 dans le 10e arrondissement de la même ville, est un auteur dramatique et chansonnier français.

## Biographie
On lui doit plus de sept cents chansons de la fin du XIXe et du début du XXe siècle sur des musiques, entre autres, de Henri Christiné, Georges Arnould, Félicien Vargues, etc.
Ses titres les plus célèbres sont Viens Poupoule (1902), chanson interprétée par Félix Mayol et Tout ça n'vaut pas l'amour (1903) interprétée par Esther Lekain.